# Ian McShane
Ian McShane   (Blackburn, 29 de setembre de 1942) és un actor britànic. És conegut per les seves actuacions televisives, especialment pel paper principal a la sèrie de la BBC Lovejoy (1986–1994), Al Swearengen a Deadwood (2004–2006) i la seva continuació pel·lícula del 2019, així com Mr. Wednesday a American Gods (2017-2021). Per a la sèrie original de Deadwood, McShane va guanyar el premi Globus d'Or al millor actor - sèrie de televisió dramàtica i va rebre una nominació al premi Primetime Emmy al millor actor principal en una sèrie dramàtica. Al cinema, (com a productor) va ser nominat al premi Primetime Emmy a la millor pel·lícula de televisió.
Els seus papers cinematogràfics són Harry Brown a The Wild and the Willing (1962), Charlie Cartwright a Si avui és dimarts, això és Bèlgica (1969), Wolfe Lissner a Villain (1971), Teddy Bass a Sexy Beast (2000), Frank Powell a Hot Rod (2007), Captain Hook a Shrek Tercer (2007), Tai Lung a Kung Fu Panda (2008) i Kung Fu Panda 4 (2024), Barbanegra a Pirates of the Caribbean: On Stranger Tides (2011) i Winston Scott a la sèrie John Wick (2014-present).

## Biografia

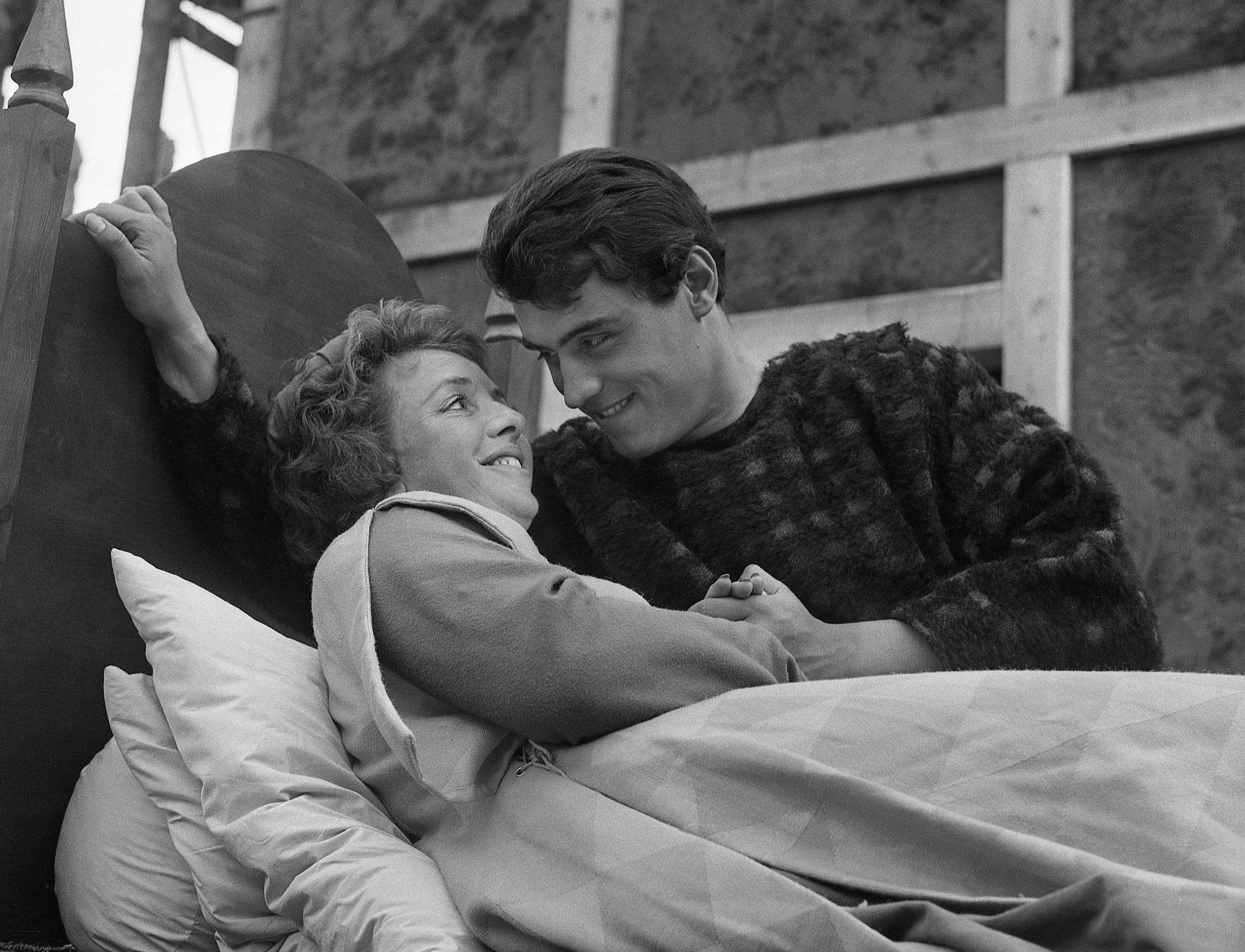
Un jove Ian McShane com a Satanàs a York Mystery Plays, 1963

McShane va néixer Ian David McShane a Blackburn, Lancashire, el 29 de setembre de 1942, fill únic d'Irene (de soltera Cowley; 1922–2020) i del futbolista professional Harry McShane (1920–2012). El seu pare era escocès, de Holytown, Lanarkshire, i la seva mare, que va néixer a Anglaterra, era d'ascendència irlandesa i anglesa. McShane va créixer a Davyhulme, Manchester, i va anar a Stretford Grammar School. Després de ser membre del National Youth Theatre, va estudiar a la Royal Academy of Dramatic Art (RADA), al costat d’Anthony Hopkins i John Hurt. McShane compartia pis amb Hurt, a qui va anomenar el seu "amic més antic del negoci", i encara era estudiant a RADA quan va aparèixer (juntament amb Hurt) a la seva primera pel·lícula The Wild and the Willing (1962). Va continuar interpretant Satanàs a les York Mystery Plays el 1963.
Al Regne Unit, el paper més conegut de McShane és l'antiquari Lovejoy a la sèrie homònima. Molt abans de Lovejoy, McShane va ser un pin-up com a resultat de les aparicions a sèries de televisió, com Wuthering Heights (1967, com Heathcliff), Jesus of Nazareth (1977, com Judes Iscariot) i Disraeli (1978), així com pel·lícules com Sky West and Crooked (1965) i Battle of Britain (1969). L'actor també va tenir èxit als Estats Units com a director de cinema britànic Don Lockwood a Dallas.
Als Estats Units, és conegut pel paper de la figura històrica Al Swearengen a la sèrie d'HBO Deadwood, per la qual va guanyar el Globus d'Or 2005 al millor actor en un drama de televisió. També va ser nominat als premis Emmy 2005 i als Screen Actors Guild Awards.
Entre els aficionats a la Ciència-ficció, McShane és conegut per interpretar el personatge de Robert Bryson a Babylon 5: The River of Souls. En una entrevista de 2004 a The Independent, McShane va declarar que desitjava haver rebutjat el paper de Bryson, ja que havia lluitat amb el diàleg tècnic i es va trobar mirant Martin Sheen, que portava un ull al mig del front, per ser l'experiència més vergonyosa que hagi tingut mai mentre actuava.
El 1985, McShane va aparèixer com a MC a Slave to the Rhythm de Grace Jones, un àlbum conceptual que presentava la seva narració intercalada i que va vendre més d'un milió de còpies a tot el món.
El 1992, va gravar i va publicar el seu propi àlbum d'estudi en solitari, From Both Sides Now, que inclou McShane cantant versions de cançons populars. L'àlbum va arribar al número 40 a la llista d'àlbums del Regne Unit.

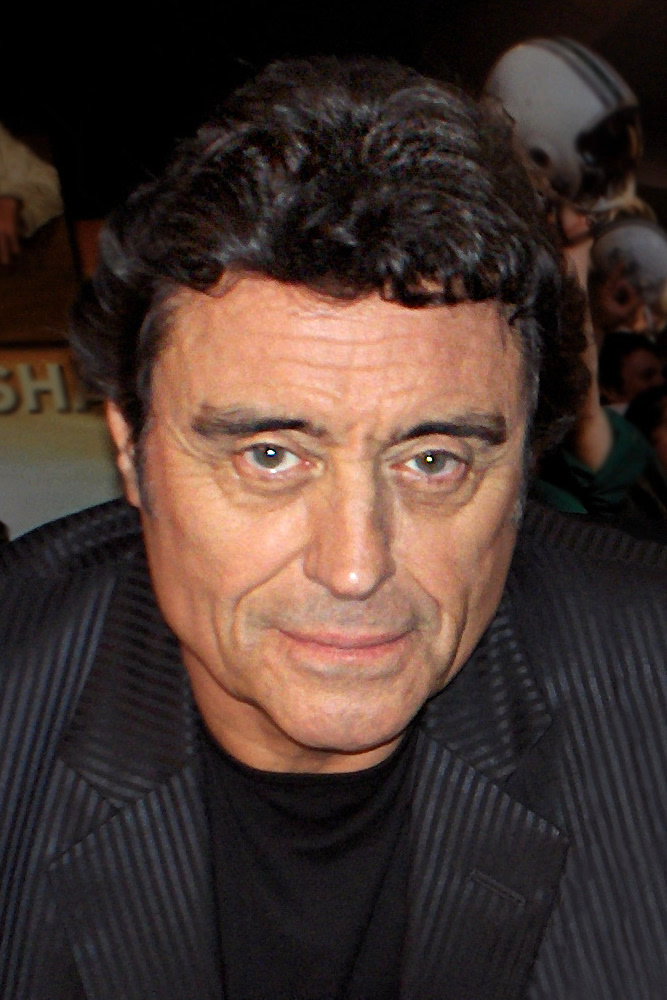
McShane el 2006

Els seus altres papers són el de lladre armat i cap de colla Jack Last a l'episodi de Minder The Last Video Show. Com a Capità Garfi a Shrek Tercer, Ragnar Sturlusson a La brúixola daurada, Tai Lung a Kung Fu Panda (pel qual va rebre una nominació al premi Annie), el cap del crim Teddy Bass a Sexy Beast i Mr. Bobinsky a Coraline. En directe, ha actuat a Hot Rod, el thriller d'acció Death Race, i The Seeker. Ha aparegut a The West Wing com a diplomàtic rus. Entre 2007 i 2008, va interpretar Max al revival a Broadway del 40è aniversari de The Homecoming de Harold Pinter, protagonitzada per Eve Best, Raúl Esparza i Michael McKean, i dirigida per Daniel Sullivan, al Cort Theatre (16 de desembre de 2007). – 13 d'abril de 2008).
El 2009, va aparèixer a Kings, que es basava en la història bíblica de David. La seva interpretació del rei Silas Benjamin, un anàleg del rei Saül, va ser molt elogiada amb un crític que va dir: «Sempre que Kings sembla flaquejar, McShane sembla posar marques per tot el paisatge».
El 2010, McShane va protagonitzar The Pillars of the Earth com el bisbe Waleran Bigod. La sèrie era un drama històric ambientat a l'Anglaterra del segle XII i adaptat de la novel·la homònima de Ken Follett. Aquell mateix any, la Walt Disney Company va confirmar que McShane interpretaria en Barbanegra a On Stranger Tides.
El 2013, va interpretar al rei Brahmwell a Jack, el matagegants de Bryan Singer.
Des del 2010, McShane ha narrat les primeres bromes de cada ronda de la cobertura d’ESPN de The Open Championship. El 2012, McShane va tenir un paper de convidat durant dos episodis com Murder Santa, un sàdic assassí en sèrie dels anys 60 a la segona temporada d’American Horror Story. El 2016, es va unir al repartiment de Game of Thrones a la temporada 6 com a Ray.
McShane va anunciar el 20 d'abril de 2017 que el creador David Milch havia enviat a HBO un guió per a una pel·lícula de Deadwood de dues hores i que una pel·lícula estava tan a prop de passar-se mai. «[Un] guió de dues hores de pel·lícula s'ha lliurat a HBO. Si no ofereixen [un producte acabat], culpeu-los», va dir McShane. La pel·lícula va començar la producció l'octubre de 2018. Deadwood: The Movie es va estrenar el 31 de maig de 2019, concloent la història de la sèrie.

## Vida personal
McShane es va casar i es va divorciar de Suzan Farmer a la dècada del 1960. Després es va casar amb la model Ruth Post amb qui va tenir dos fills. El 1977, va començar una relació amb Sylvia Kristel després de conèixer-la al plató de La màscara de ferro. El 30 d'agost de 1980, McShane es va casar amb Gwen Humble. Viuen a Venice, Califòrnia. A través de la seva filla gran, McShane té tres néts.

## Filmografia

### Cinema
| Any  | Títol                                       | Paper                    | Notes                    | Refs.  |
| ---- | ------------------------------------------- | ------------------------ | ------------------------ | ------ |
| 1962 | The Wild and the Willing                    | Harry Brown              |                          |        |
| 1965 | The Pleasure Girls                          | Keith Dexter             |                          |        |
| 1966 | Sky West and Crooked                        | Roibin                   |                          |        |
| 1969 | Si avui és dimarts, això és Bèlgica         | Charlie Cartwright       |                          |        |
| 1969 | Battle of Britain                           | Sgt. Pilot Andy Moore    |                          |        |
| 1970 | Pussycat, Pussycat, I Love You              | Fred C. Dobbs            |                          |        |
| 1970 | Tam-Lin                                     | Tom Lynn                 |                          |        |
| 1971 | Freelance                                   | Mitch                    |                          |        |
| 1971 | Villain                                     | Wolfe Lissner            |                          |        |
| 1972 | Left Hand of Gemini                         |                          |                          |        |
| 1972 | Sitting Target                              | Birdy Williams           |                          |        |
| 1973 | The Last of Sheila                          | Anthony Wood             |                          |        |
| 1974 | Ransom                                      | Ray Petrie               |                          |        |
| 1975 | Journey into Fear                           | Banat                    |                          |        |
| 1979 | The Great Riviera Bank Robbery              | The Brain                |                          |        |
| 1979 | La màscara de ferro                         | Fouquet                  |                          |        |
| 1979 | Yesterday's Hero                            | Rod Turner               |                          |        |
| 1981 | Cheaper to Keep Her                         | Dr. Alfred Sunshine      |                          |        |
| 1983 | Exposed                                     | Greg Miller              |                          |        |
| 1985 | Ordeal by Innocence                         | Philip Durant            |                          |        |
| 1985 | Too Scared to Scream                        | Vincent Hardwick         |                          |        |
| 1985 | Torchlight                                  | Sidney                   |                          |        |
| 2000 | Sexy Beast                                  | Teddy Bass               |                          |        |
| 2002 | Bollywood Queen                             | Frank                    |                          |        |
| 2003 | Superagent Cody Banks                       | Dr. Brinkman             |                          |        |
| 2003 | Nemesis Game                                | Jeff Novak               |                          |        |
| 2005 | Nou vides                                   | Larry                    |                          |        |
| 2006 | Scoop                                       | Joe Strombel             |                          |        |
| 2006 | We Are Marshall                             | Paul Griffen             |                          |        |
| 2007 | Shrek Tercer                                | Capità Garfi             | Veu                      |        |
| 2007 | Hot Rod                                     | Frank Powell             |                          |        |
| 2007 | The Seeker                                  | Merriman Lyon            |                          |        |
| 2007 | La brúixola daurada                         | Ragnar Sturlusson        | Veu                      |        |
| 2008 | Kung Fu Panda                               | Tai Lung                 | Veu                      |        |
| 2008 | Death Race                                  | Coach                    |                          |        |
| 2009 | Coraline                                    | Mr. Bobinsky             | Veu                      |        |
| 2009 | Case 39                                     | Detective Mike Barron    |                          |        |
| 2009 | 44 Inch Chest                               | Meredith                 | També productor executiu |        |
| 2010 | The Sorcerer's Apprentice                   | Narrador                 | No surt als crèdits      |        |
| 2011 | Pirates of the Caribbean: On Stranger Tides | Blackbeard               |                          |        |
| 2012 | Blancaneu i la llegenda del caçador         | Beith                    |                          |        |
| 2013 | Jack, el matagegants                        | King Brahmwell           |                          |        |
| 2014 | Cuban Fury                                  | Ron Parfitt              |                          |        |
| 2014 | Hercules                                    | Amfiarau                 |                          |        |
| 2014 | John Wick                                   | Winston Scott            |                          |        |
| 2014 | El Niño                                     | El Inglés                |                          |        |
| 2015 | Bilal: A New Breed of Hero                  | Umayya                   | Veu                      |        |
| 2016 | Grimsby                                     | MI6 Spy Boss             | No surt als crèdits      |        |
| 2016 | The Hollow Point                            | Sheriff Leland Kilbaught |                          |        |
| 2017 | John Wick: Chapter 2                        | Winston Scott            |                          |        |
| 2017 | Jawbone                                     | Joe Padgett              |                          |        |
| 2017 | Pottersville                                | Bart                     |                          |        |
| 2018 | rondinaire: El conte d'un bruixot           | The Grump                | Veu                      | [ 41 ] |
| 2019 | Hellboy                                     | Trevor Bruttenholm       |                          |        |
| 2019 | Bolden                                      | Jutge Leander Perry      |                          |        |
| 2019 | John Wick: Chapter 3 - Parabellum           | Winston Scott            |                          |        |
| 2022 | El drac del meu pare                        | Saiwa the Gorilla        | Veu                      | [ 39 ] |
| 2023 | John Wick: Chapter 4                        | Winston Scott            |                          |        |
| 2024 | American Star                               | Wilson                   |                          |        |
| 2024 | Kung Fu Panda 4                             | Tai Lung                 | Veu                      | [ 42 ] |
| 2025 | Ballerina                                   | Winston Scott            | Post-producció           |        |

### Televisió
| Any        | Títol                                            | Paper                            | Notes                                   | Refs.  |
| ---------- | ------------------------------------------------ | -------------------------------- | --------------------------------------- | ------ |
| 1963–1966  | Play of the Week                                 | Mick / Frank Barnes / Arthur     | 4 episodis                              |        |
| 1964       | Redcap                                           | Sapper Russell                   | Episodi: "Epitaph for a Sweat"          |        |
| 1964       | The Sullavan Brothers                            | David Hemming                    | 1 episodi                               |        |
| 1966       | You Can't Win                                    | Joe Lunn                         | 7 episodis                              |        |
| 1967       | Wuthering Heights                                | Heathcliff                       | 4 episodis                              |        |
| 1972       | El dret d'escollir                               | Ken Harrison                     | Telefilm                                |        |
| 1975       | Space: 1999                                      | Anton Zoref                      | Episodi: "Force of Life"                |        |
| 1975       | The Lives of Jenny Dolan                         | Saunders                         | Telefilm                                |        |
| 1976       | The Fantastic Journey                            | Sir James Camden                 | Episodi: "The Fantastic Journey"        |        |
| 1977       | Roots                                            | Sir Eric Russell                 | Episodi: "Part Nine"                    |        |
| 1977       | Jesus of Nazareth                                | Judes Iscariot                   | 2 episodis                              |        |
| 1977       | Code Name: Diamond Head                          | Sean Donovan                     | Telefilm                                |        |
| 1978       | Will Shakespeare                                 | Christopher Marlowe              | Episodi: "Dead Shepherd"                |        |
| 1978       | Disraeli                                         | Benjamin Disraeli                | 4 episodis                              |        |
| 1978       | The Pirate                                       | Rashid                           | Telefilm                                |        |
| 1980       | Armchair Thriller - High Tide                    | Curtis                           | 4 episodis                              |        |
| 1981, 1982 | Magnum, P.I.                                     | David Norman / Edwin Clutterbuck | 2 episodis                              |        |
| 1982       | The Letter                                       | Geoff                            | Telefilm                                |        |
| 1982       | Marco Polo                                       | Ali Ben Yussouf                  | 2 episodis                              |        |
| 1983       | Bare Essence                                     | Niko Theophilus                  | 11 episodis                             |        |
| 1983       | Grace Kelly                                      | Rainier III de Mònaco            | Telefilm                                |        |
| 1985       | Evergreen                                        | Paul Lerner                      | 3 episodis                              |        |
| 1985       | A.D.                                             | Sejanus                          | 5 episodis                              |        |
| 1985       | Braker                                           | Alan Roswell                     | Telefilm                                |        |
| 1986       | American Playhouse                               | Willy Wax                        | Episodi: "Rocket to the Moon"           |        |
| 1986–1994  | Lovejoy                                          | Lovejoy                          | Paper principal                         |        |
| 1987       | Grand Larceny                                    | Flanagan                         | Telefilm                                |        |
| 1987, 1989 | Miami Vice                                       | Esteban Montoya                  | 2 episodis                              |        |
| 1988       | The Dirty Dozen                                  | Lindberger                       | 1 episodi                               |        |
| 1988       | War and Remembrance                              | Philip Rule                      | 4 episodis                              |        |
| 1988       | Chain Letter                                     | The Messenger of Death           | Telefilm                                |        |
| 1989       | Dallas                                           | Don Lockwood                     | 13 episodis                             |        |
| 1989       | Wonderworks: Young Charlie Chaplin               | Charles Chaplin Sr.              | 6 episodis                              |        |
| 1989       | Minder                                           | Jack Last                        | Episodi: "The Last Video Show"          |        |
| 1989       | Miami Vice                                       | Gen. Manuel Borbon               | Episodi: "Freefall"                     |        |
| 1989       | Dick Francis Mysteries: Blood Sport              | David Cleveland                  | Telefilm                                |        |
| 1989       | Dick Francis Mysteries: In The Frame             | David Cleveland                  | Telefilm                                |        |
| 1989       | Dick Francis Mysteries: Twice Shy                | David Cleveland                  | Telefilm                                |        |
| 1990       | Perry Mason: The Case of the Desperate Deception | Andre Marchand                   | Telefilm                                |        |
| 1990       | Columbo                                          | Leland St. John                  | Episodi: "Rest in Peace, Mrs. Columbo"  |        |
| 1990       | Mistress of Suspense                             | Steven Castle                    | Episodi: "Sauce for the Goose"          |        |
| 1994       | White Goods                                      | Ian Deegan                       | Telefilm                                |        |
| 1995       | Soul Survivors                                   | Otis Cooke                       | 2 episodis                              |        |
| 1996       | Madson                                           | John Madson                      | 6 episodis                              |        |
| 1997       | The Naked Truth                                  | Leland Banks                     | 2 episodis                              |        |
| 1998       | Babylon 5: The River of Souls                    | Robert Bryson, PhD               | Telefilm                                |        |
| 1999       | D.R.E.A.M. Team                                  | Oliver Maxwell                   | Telefilm                                |        |
| 2001       | Britain's Most Terrifying Ghost Stories          | Narrator                         | Episodi: "All"                          |        |
| 2001       | Thieves                                          | Jack                             | Episodi: "Jack's Back"                  |        |
| 2002       | The West Wing                                    | Nikolai Ivanovich                | Episodi: "Enemies Foreign and Domestic" |        |
| 2002       | In Deep                                          | Jamie Lamb                       | 2 episodis                              |        |
| 2002       | Man and Boy                                      | Marty Mann                       | Telefilm                                |        |
| 2003       | Trust                                            | Alan Cooper-Fozzard              | 6 episodis                              |        |
| 2003       | The Twilight Zone                                | Dr. Chandler                     | Episodi: "Cold Fusion"                  |        |
| 2004–2006  | Deadwood                                         | Al Swearengen                    | 36 episodis                             |        |
| 2008       | Bob Esponja                                      | Gordon                           | Episodi: "Dear Vikings"; voice          |        |
| 2009       | Kings                                            | King Silas Benjamin              | 12 episodis                             |        |
| 2010       | The Pillars of the Earth                         | Waleran Bigod                    | 8 episodis                              |        |
| 2012       | American Horror Story: Asylum                    | Leigh Emerson                    | 2 episodis                              |        |
| 2015       | Ray Donovan                                      | Andrew Finney                    | 9 episodis                              | [ 43 ] |
| 2016       | Doctor Thorne                                    | Sir Roger Scatcherd              | 3 episodis                              | [ 44 ] |
| 2016       | Game of Thrones                                  | Brother Ray                      | Episodi: "The Broken Man"               |        |
| 2017–2021  | American Gods                                    | Mr. Wednesday                    | Main cast                               | [ 45 ] |
| 2019       | Deadwood: The Movie                              | Al Swearengen                    | Telefilm; també productor executiu      |        |
| 2019       | Law & Order: Special Victims Unit                | Sir Tobias Moore                 | Episodi: "I'm Going To Make You a Star" |        |
| 2021       | Els Simpson                                      | Artemis                          | Veu, episodi: "The Last Barfighter"     | [ 46 ] |
| 2023       | One Piece                                        | Narrador                         | Episodi: "Romance Dawn"                 |        |

## Premis i nominacions
| Any  | Associació                            | Categoria                                                   | Treball nominat                             | Resultat  |
| ---- | ------------------------------------- | ----------------------------------------------------------- | ------------------------------------------- | --------- |
| 2004 | Television Critics Association Awards | Individual Achievement in Drama                             | Deadwood                                    | Guanyador |
| 2005 | Premis Globus d'Or                    | Globus d'Or al millor actor en sèrie de televisió dramàtica | Deadwood                                    | Guanyador |
| 2005 | Gotham Awards                         | Best Ensemble Cast                                          | Nou vides                                   | Nominat   |
| 2005 | Primetime Emmy Awards                 | Primetime Emmy al millor actor en sèrie dramàtica           | Deadwood                                    | Nominat   |
| 2005 | Premis Satellite                      | Best Actor – Television Series Drama                        | Deadwood                                    | Nominat   |
| 2005 | Television Critics Association Awards | Individual Achievement in Drama                             | Deadwood                                    | Nominat   |
| 2006 | Premi del Sindicat d'Actors de Cinema | Outstanding Performance by a Male Actor in a Drama Series   | Deadwood                                    | Nominat   |
| 2007 | Premi del Sindicat d'Actors de Cinema | Outstanding Performance by an Ensemble in a Drama Series    | Deadwood                                    | Nominat   |
| 2009 | Premis Annie                          | Best Voice Acting in an Animated Featured Production        | Kung Fu Panda                               | Nominat   |
| 2010 | San Diego Film Critics Society        | Best Ensemble Performance                                   | 44 Inch Chest                               | Guanyador |
| 2010 | Premis Satellite                      | Best Actor – Miniseries or Television Film                  | The Pillars of the Earth                    | Nominat   |
| 2011 | Premis Globus d'Or                    | Globus d'Or al millor actor en minisèrie o telefilm         | The Pillars of the Earth                    | Nominat   |
| 2011 | Festival de Televisió de Montecarlo   | Outstanding Actor in a Miniseries                           | The Pillars of the Earth                    | Nominat   |
| 2011 | Premis Teen Choice                    | Choice Movie: Villain                                       | Pirates of the Caribbean: On Stranger Tides | Nominat   |
| 2018 | Premis de la Crítica Televisiva       | Best Actor in a Drama Series                                | American Gods                               | Nominat   |
| 2019 | Primetime Emmy Awards                 | Outstanding Television Movie (com a productor executiu)     | Deadwood: The Movie                         | Nominat   |